# ドニエル・マーシャル
ドニエル・マーシャル（Donyell Lamar Marshall、1973年5月18日 - ）はペンシルベニア州レディング出身の元バスケットボール選手。NBAで1994年から2008年まで14シーズンプレーした。ポジションはパワーフォワード、スモールフォワード。身長206cm、体重111kg。NFLの殿堂入り選手、レニー・ムーアをおじに持つ。

## 経歴

### 学生時代
大学はコネチカット大学でプレイ。2年目にはチームのリーディングスコアラーとして活躍し、17得点7.8リバウンドの成績を残した。3年目には25.1得点8.9リバウンド3.3ブロックの成績を残し、ビッグ・イースト・カンファレンスの年間最優秀選手に選ばれた。他にも幾つかの賞の候補に選ばれていたが、多くの場合でグレン・ロビンソン（1994年のNBAドラフトの1位指名選手）に受賞を阻まれた。このシーズンに記録した通算853得点、フィールドゴール成功数307本、フリースロー成功数200本、111ブロックは同校の新記録となった。

### NBAキャリア
1994年のNBAドラフトにアーリーエントリーしたマーシャルは、ミネソタ・ティンバーウルブズより1巡目4位指名を受けてNBA入りを果たした。ルーキーシーズンから即戦力として活躍したマーシャルは、NBAデビュー戦となった開幕戦では26得点、8試合目では早くも30得点をあげた。シーズン中の2月にはトレードに出されるも、移籍先のゴールデンステート・ウォリアーズでは先発に昇格。12.6得点5.6リバウンドの成績でオールルーキーセカンドチームに選出された。
翌95-96シーズンはドラフト1位指名ルーキーのPFジョー・スミスに出場時間を奪われる形となってしまい、以降2シーズンは成績が落ち込んだ。しかし96-97シーズンのオフには永らくウォリアーズを支えてきたSFのクリス・マリンが、97-98シーズン中にはジョー・スミスがそれぞれチームを去ったため、マーシャルには多くの出番が与えられるようになった。成績は自然と上向き、97-98シーズンには15.4得点8.6リバウンドの成績を残した。1999-2000シーズンには14.2得点10.0リバウンドとキャリア初のシーズンダブルダブルを達成したが、ラン・TMC解散以降不振が続くウォリアーズは、このシーズンも19勝63敗と低迷を極めた。ウォリアーズはこのオフに4チームが絡む大規模なトレードを敢行し、マーシャルもこのトレードに組み込まれ、6シーズン過ごしたウォリアーズからユタ・ジャズに移籍することとなった。
強豪ジャズではキャリア初のプレイオフ進出を経験する。マーシャル自身は広いシュートエリアを武器にカール・マローンに次ぐ第2の得点源として活躍したが、マローンとジョン・ストックトンの力に陰りが見え始め、斜陽の時を迎えていたジャズでは、1度もプレイオフ1回戦を突破することはできなかった。ジャズでは2シーズンだけプレイし、フリーエージェントとなったマーシャルはシカゴ・ブルズと契約した。
ブルズでの最初のシーズンとなった02-03シーズンも14.7得点9.9リバウンドと好成績を維持し続けていたが、マイケル・ジョーダン引退以降低迷していたブルズは若手中心の本格的な再建に乗り出したため、03－04シーズン途中に、30歳のマーシャルは若手のタイソン・チャンドラーにポジションを譲る形でトロント・ラプターズにトレードに出された。
低迷中のラプターズでは、ベテランとして、そしてスリーポイントシューターとしての役割が求められ、スリーポイントシュート試投数、成功数ともに激増した。04-05シーズンのフィラデルフィア・セブンティシクサーズ戦では31歳にしてキャリアハイとなる38得点を記録。さらに同試合では12本のスリーポイントシュートを成功させ、これはコービー・ブライアントと並ぶNBAの最多記録となった。ラプターズ在籍時はスリーポイント成功率41%と高い確率を誇り、シューターとしての地位を確立した。
オフにフリーエージェントとなったマーシャルはクリーブランド・キャバリアーズと契約。キャブスは21歳のエースレブロン・ジェームズを中心に1998年以来のプレイオフ進出を狙っていた。マーシャルはシックスマンに転向し、ジェームスとドリュー・グッデンらの控えとしてプレイした。シューターとしては十分な活躍はできなかったが、貴重な控えスコアラーとしてチームに貢献。キャブスにとっては8シーズンぶり、マーシャルにとってはジャズ時代以来3度目となるプレイオフ進出を果たした。翌06-07シーズンはさらに成績が後退したが、プレイオフカンファレンスセミファイナル第6戦では6本のスリーポイントシュートを決め、チームをカンファレンスファイナルに導いた。キャブスはカンファレンスファイナルでデトロイト・ピストンズを破り、念願のファイナルに進出したが、サンアントニオ・スパーズに4戦全敗で敗れた。
07-08シーズンに故障でシーズンの大半を欠場したことで一気にパフォーマンスが低下し、シーズン中の2月21日には3チーム11人を含む大型トレードで、シアトル・スーパーソニックスに放出された。08-09シーズンはフィラデルフィア・セブンティシクサーズでプレイし、その後引退した。